# プファッフェンホーフェン (ハイルブロン郡)
プファッフェンホーフェン (ドイツ語: Pfaffenhofen) は、ドイツ連邦共和国バーデン＝ヴュルテンベルク州ハイルブロン郡に属す町村（以下、本項では便宜上「町」と記述する）。

## 地理

### 位置
プファッフェンホーフェンは、ハイルブロン郡南西部のツァーバーゴイ地方、ツァーバー川沿いに位置している。

### 隣接する市町村
プファッフェンホーフェンに隣接する市町村は、西から時計回りに、ツァーバーフェルト、エッピンゲン、ギューグリンゲン（以上、いずれもハイルブロン郡）、ザクセンハイム（ルートヴィヒスブルク郡）である。プファッフェンホーフェンは、ギューグリンゲンおよびツァーバーフェルトとともにオベーレス・ツァーバーゴイ自治体行政連合を形成する。

### 自治体の構成
プファッフェンホーフェンは、プファッフェンホーフェン地区とヴァイラー・アン・デア・ツァーバー地区からなる。プファッフェンホーフェンには小集落ロートバッハホーフとボーガースミューレ居住区が含まれる。

## 歴史
プファッフェンホーフェンは、おそらく、ドイツがキリスト教化された時代に創設された。1279年5月30日に Pfaffenhovenの名前で初めて文献に記録されている。1380年以前にはすでに、ブルクハルト・フォン・ホーエンベルクは村の半分をヴュルテンベルクに売却した。1380年には残り半分もこれに続いた。
ヴァイラー・アン・デア・ツァーバーは、おそらく、1000年頃にはすでに創設されていた。この村は、1279年6月15日に初めて記録されている。14世紀にこの村はヴュルテンベルク領となった。1972年1月1日にヴァイラー・アン・デア・ツァーバーはプファッフェンホーフェンに合併した。

### 宗教
プファッフェンホーフェンは、教会組織上、シュパイヤー司教区に属していた。ヴュルテンベルクへの宗教改革の導入により、この村はプロテスタントに改宗した。現在もプロテスタントが支配的で、プファッフェンホーフェンとヴァイラーには、それぞれ独自のプロテスタント教会組織がある。カトリック信者に対しては、カトリックの聖三位一体教会ギューグリンゲンが権限を有している。

### 人口推移
- 1970年:	1,853人
- 1980年:	1,914人
- 1990年:	2,161人
- 2000年:	2,342人
- 2005年:	2,349人

（それぞれ1月1日現在）

## 行政

### 議会

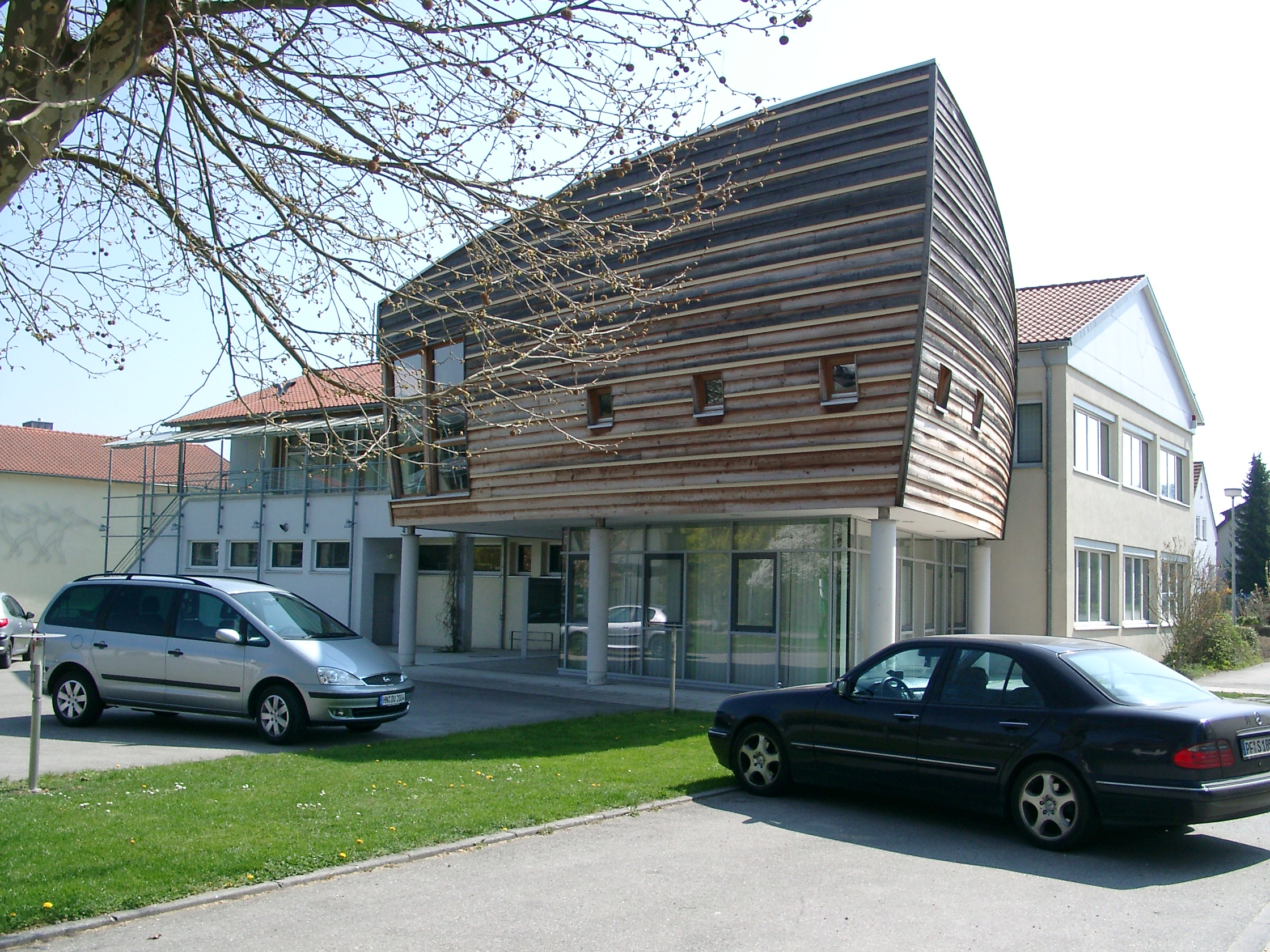
町役場

プファッフェンホーフェンは、定員12人（プファッフェンホーフェン: 8人、ヴァイラー: 4人）の選挙が2004年6月13日に行われ、超過議席を含めて13人が選出された。議会では、これに議長を務める首長が加わる。

### 紋章
図柄: 銀地に、黒い髪に縁取られた肉色のトンスラ頭。旗は、赤 - 白。
1482年から1611年まで使われたことが証明されている、プファッフェンホーフェンの、知られている最も古い印章には柵の後ろに人が描かれている。これは農場(Hof)にいる聖職者(Pfaffe)という地口の紋章である。彩色された描画は、1535年以降のものが伝承されている。1678年の印章には、円盤を掲げる立ち上がった2頭の獅子が描かれている。
トンスラの紋章は1583年から登場する。1684年からは、印章にも簡略化されたトンスラが現れる。あるいは、先の印章で獅子が掲げていた円盤もトンスラであるのかもしれない。
20世紀末には、見た目の誤解からトンスラは太陽とに置き換えられた。1956年にバーデン＝ヴュルテンベルク州文書局の提案に基づき、町は再びトンスラを紋章に採用した。紋章は1956年11月13日にバーデン＝ヴュルテンベルク州内務省の認可を得、旗は1980年1月31日にハイルブロン郡の認可を得た。

## 文化と見所
プファッフェンホーフェンは、多くの見所があるヴュルテンベルク・ワイン街道沿いに位置する。

### 建築
- プロテスタントの聖ランバート・聖ファイト教区教会は1300年に建造された塔や1435年に南玄関が造られた長堂をもつゴシック建築で、聖具室は1515年にハンス・ヴンデラーによって建設された。教会の身廊は、1610年から1612年頃にハイリヒ・シックハルトによって拡張された。同じ頃に牧師館が建設された。1170年および1910年に、増改築がなされた。
- 牧師館は、やはり1610年にシックハルトによって建設された。牧師館の庭の壁は、15世紀に遡る村の周囲を囲んでいた壁の一部である。村周囲の遺構は1817年に破壊された。
- 教会広場の泉は、彫刻家グンター・シュティリンクによって作製された。
- 街の中心部の、ハウプトシュトラーセ（本通り）沿いに、16世紀から17世紀の木組み建築が多く保存されている。

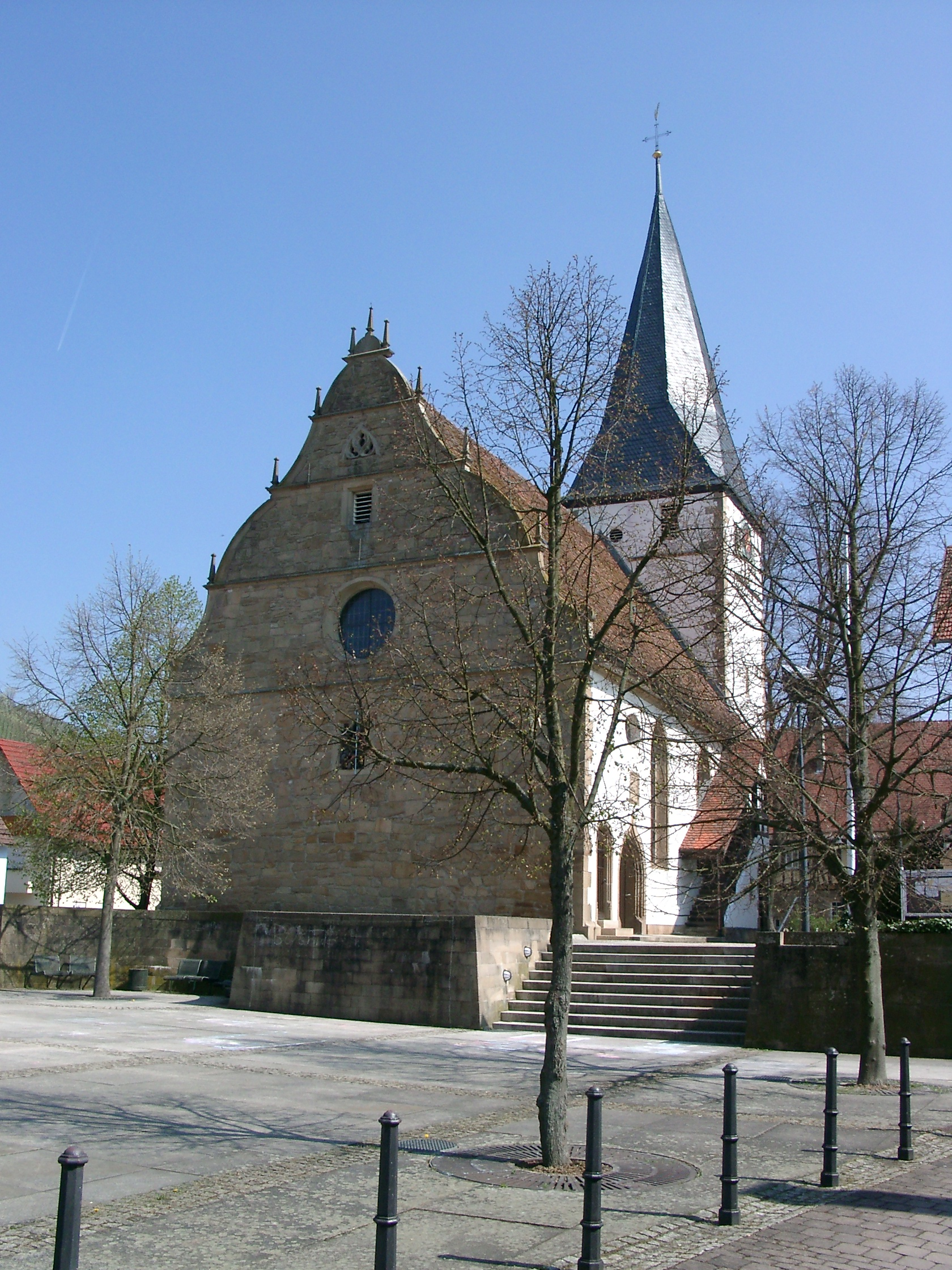
プロテスタントの教区教会
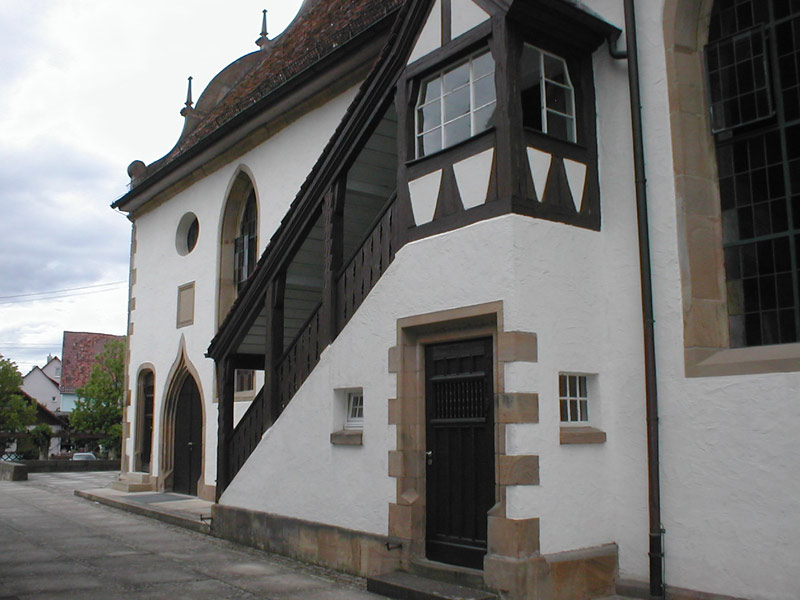
教会2階席への階段
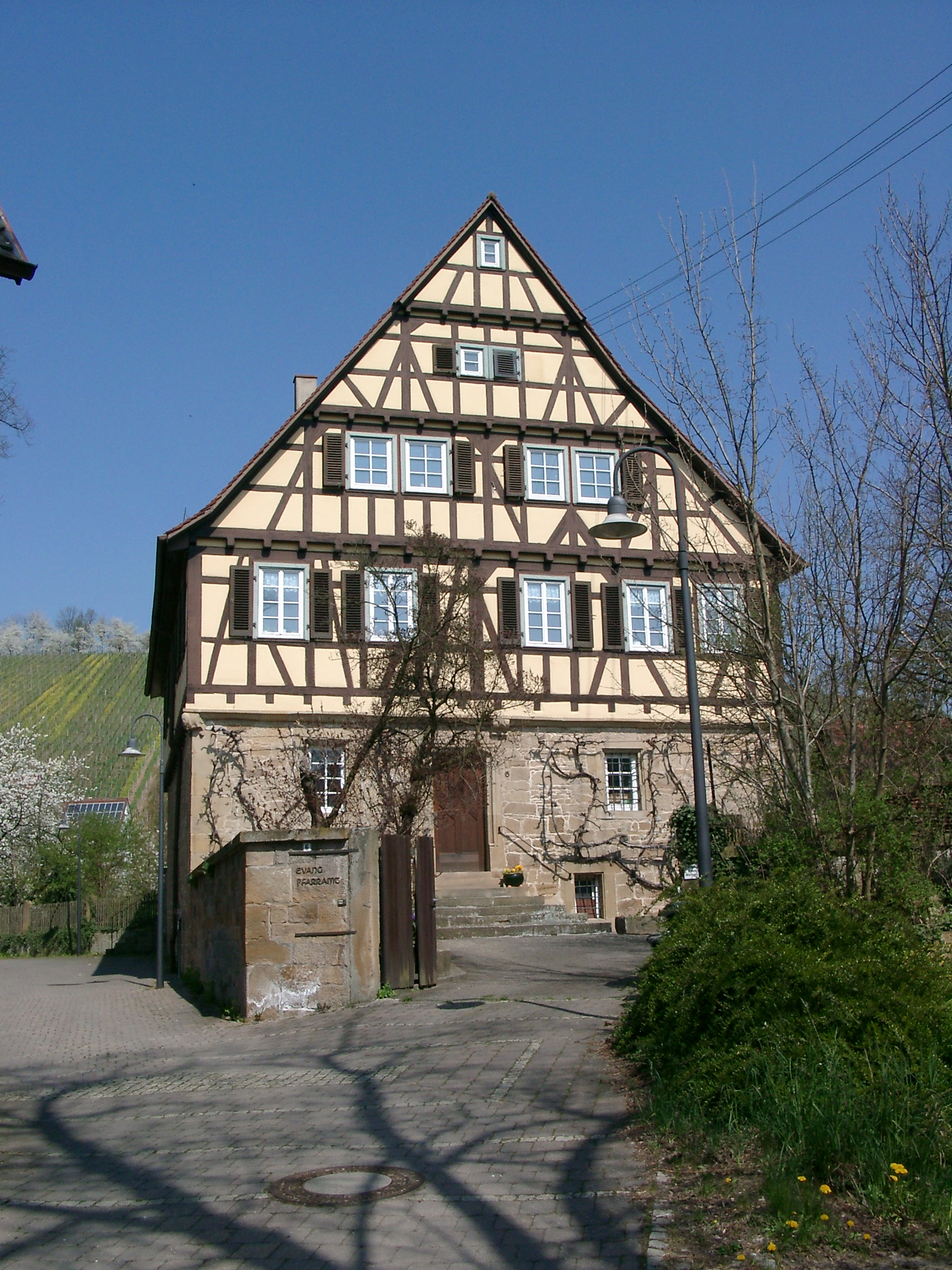
牧師館
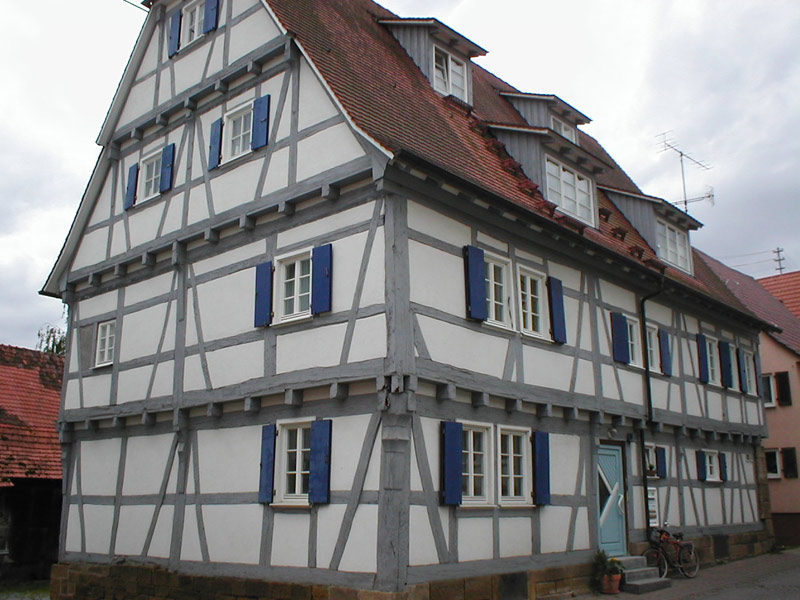
1508年建造の木組み建築 (Hauptstraße 21)
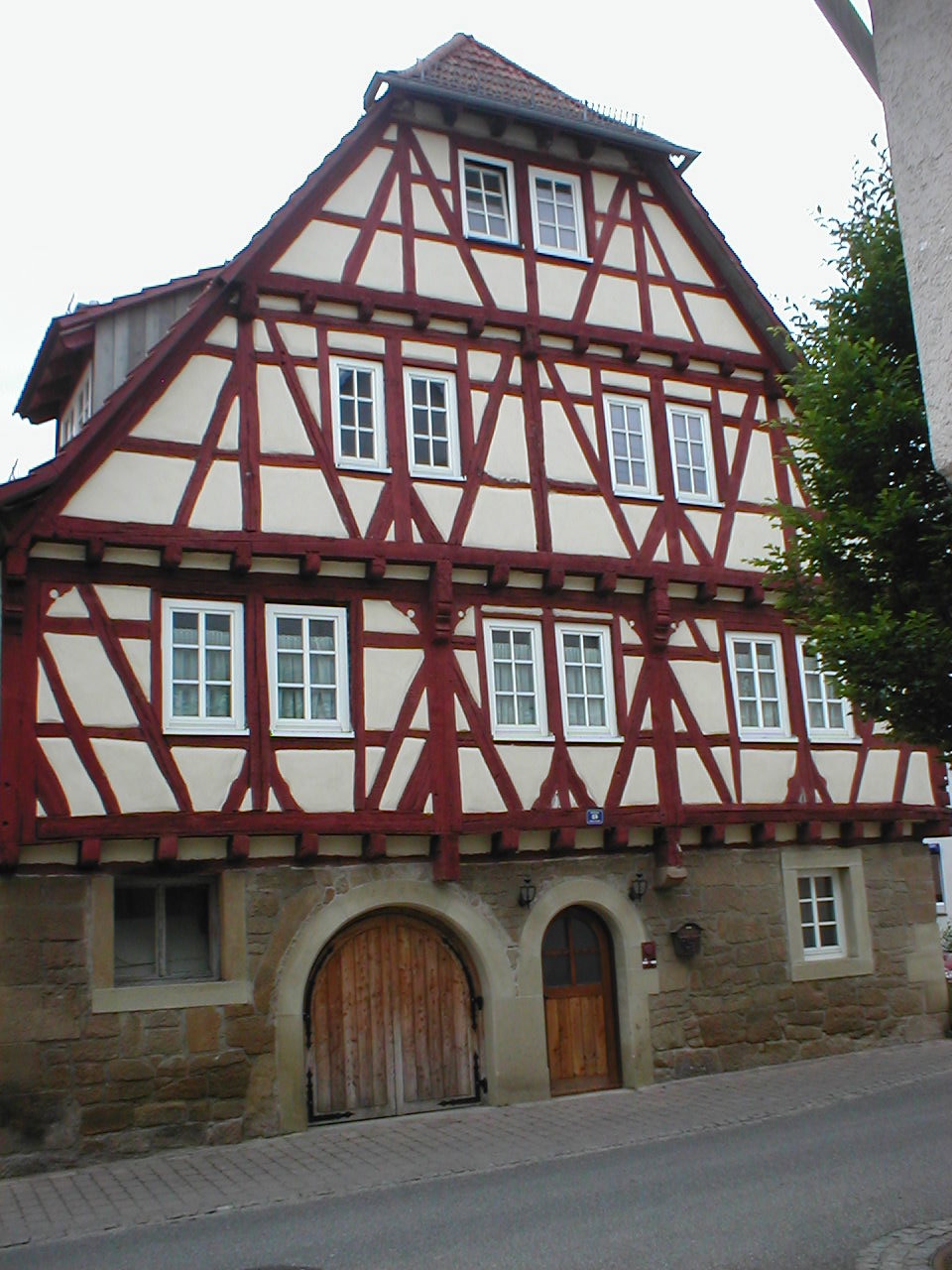
1563年建造の木組み建築 (Hauptstraße 25)
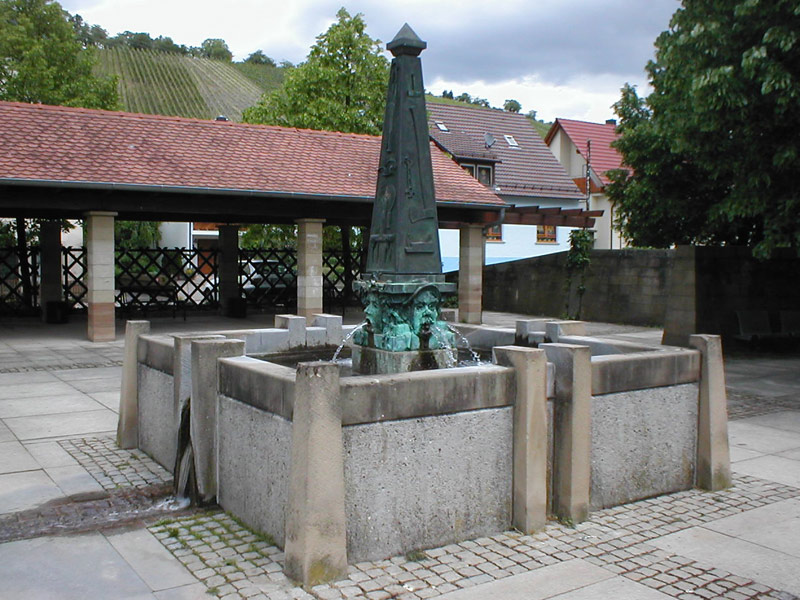
教会広場の泉

## 経済と社会資本
この町の大きな企業としては、Lang-Verpackungen社とBetonwerk Volland GmbHがあり、それぞれ70人の従業員がいる。

### 交通
広域道路網への接続は、ラウフェン・アム・ネッカーおよびキルヒェン・アム・ネッカー（連邦道B27号線）を経由する。近郊交通は、ハイルブロン＝ホーエンローエ＝ハル近郊交通のバスが通っている。鉄道網への接続は、ラウフェン・アム・ネッカーおよびキルヒハイム・アム・ネッカーを利用する（フランケン鉄道）。
廃線になったツァーバーゴイ鉄道（ラウフェン・アム・ネッカー - レオンブロン）には、プファッフェンホーフェンとヴァイラーに駅があった。この鉄道は、ハイルブロン市鉄の一部として2011年までに再開する計画があったが、2006年7月の報道によれば、この計画の実現は疑わしい状況にある。

### メディア
プファッフェンホーフェンのできごとは、日刊紙 Heilbronner Stimmeの南西版 (SW)に掲載される。

## 引用と脚注
1. ↑  Statistisches Landesamt Baden-Württemberg – Bevölkerung nach Nationalität und Geschlecht am 31. Dezember 2023 (CSV-Datei)
2. ↑  「自治体の構成」の項の出典:
Das Land Baden-Württemberg. Amtliche Beschreibung nach Kreisen und Gemeinden. Band IV: Regierungsbezirk Stuttgart, Regionalverbände Franken und Ostwürttemberg. Kohlhammer, Stuttgart 1980, ISBN 3-17-005708-1. S. 84–85
3. ↑  「紋章と旗」の項の出典:
Heinz Bardua: Die Kreis- und Gemeindewappen im Regierungsbezirk Stuttgart. Theiss, Stuttgart 1987, ISBN 3-8062-0801-8 (Kreis- und Gemeindewappen in Baden-Württemberg, 1). S. 114
Eberhard Gönner: Wappenbuch des Stadt- und des Landkreises Heilbronn mit einer Territorialgeschichte dieses Raumes. Archivdirektion Stuttgart, Stuttgart 1965 (Veröffentlichungen der Staatlichen Archivverwaltung Baden-Württemberg, 9). S. 131f.
4. ↑  Thomas Dorn: Die Stadtbahn ins Zabergäu ist derzeit nicht zu bezahlen. （「ツァーバーゴイの市電化計画は現時点では実現しそうにない」）In: Heilbronner Stimme 2006年7月11日付け、第30面